# 索基利尼基 (特諾皮爾州)
49°18′9″N 25°23′46″E / 49.30250°N 25.39611°E
索基利尼基（羅馬化：Sokilnyky）是烏克蘭的村落，位於該國西部捷爾諾波爾州，由捷尔诺波尔区負責管轄，始建於1989年，面積1.86平方公里，2001年人口273，人口密度每平方公里146.8人。